# Weißes Haus (Markkleeberg)

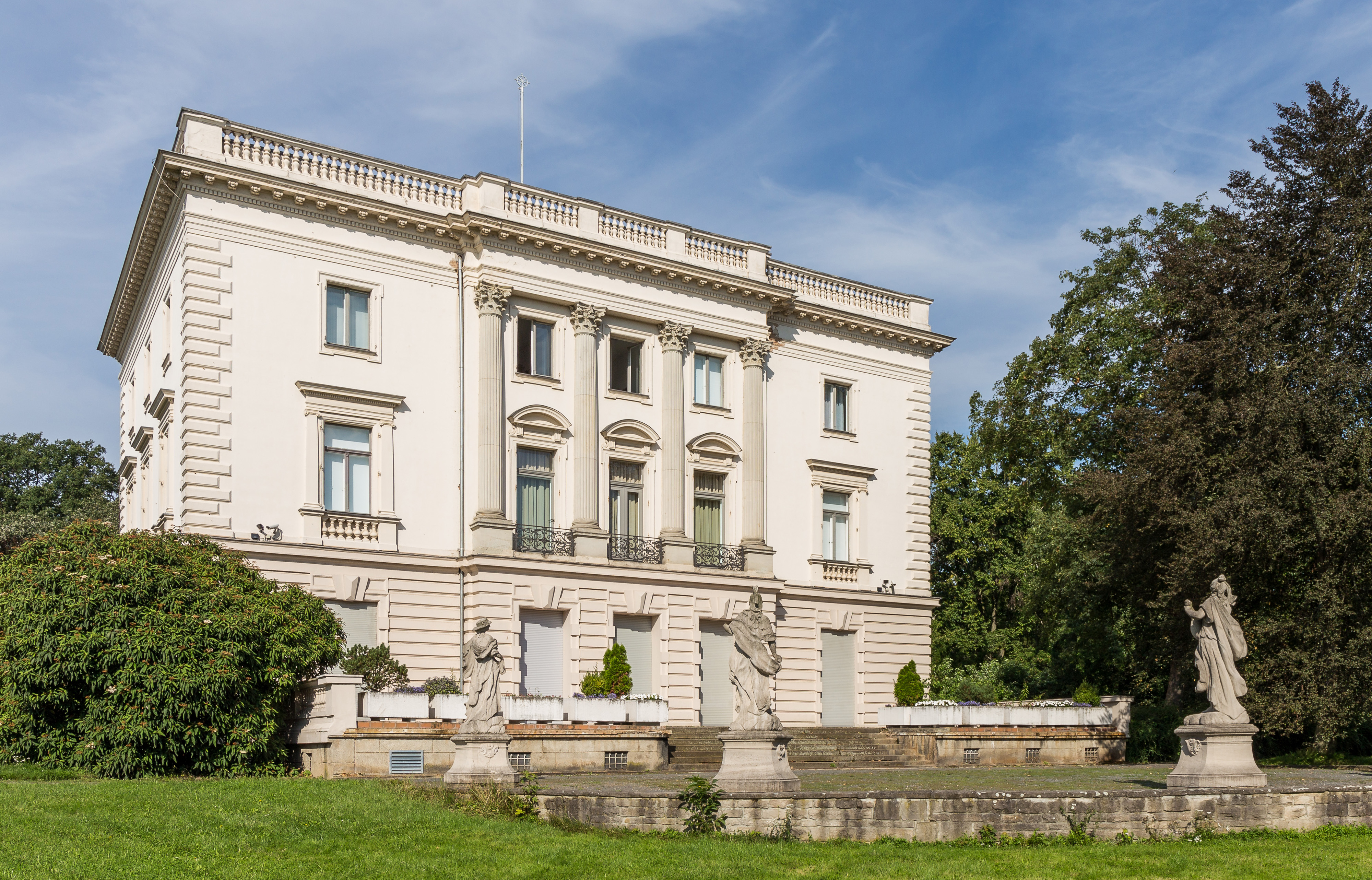
Das Weiße Haus, Parkseite (2017)

Das Weiße Haus ist ein schlossartiges Gebäude im agra-Park in Markkleeberg südlich von Leipzig. 1896/97 für den Zeitungsverleger Paul Herfurth als Sommersitz errichtet, gehört es heute der Stadt Markkleeberg und dient kulturellen Zwecken. Es steht unter Denkmalschutz.

## Geschichte
1893 kaufte Paul Herfurth einen großen Teil des ehemals zum Vorwerk Raschwitz gehörenden Wiesengeländes und ließ einen Park in englischem Stil anlegen, der zu einem der größten und schönsten, für die Öffentlichkeit jedoch nicht zugänglichen Privatparks Sachsens wurde. Auf dem höchsten Punkt des Geländes ließ er sich 1896/97 eine Villa als Sommersitz der Familie errichten. Die Pläne dazu stammten vom Baumeister Gustav Hempel aus dem benachbarten Gautzsch. Vorbild war dabei das Lustschloss Petit Trianon im Park des Schlosses von Versailles. Die Herfurthsche Villa wurde zu einem wesentlichen Treffpunkt des Leipziger Kulturlebens.

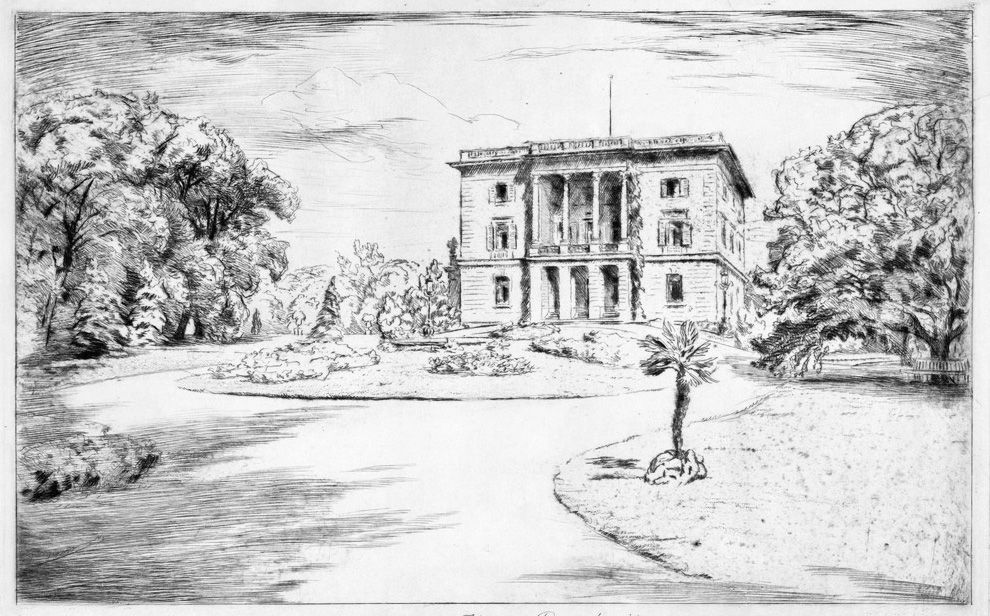
Die Herfurthsche Villa um 1910. Radierung von Walter Zeising

Während des Zweiten Weltkrieges wurde sie vom Landratsamt genutzt. 1945 wurde das Gebäude Standort der amerikanischen und danach der sowjetischen Besatzungsmacht bei Enteignung der Herfurthschen Familie. Ab 1950 diente es, nunmehr unter dem Namen Weißes Haus, als Verwaltungsgebäude für den Park und die ab 1952 darin stattfindende DDR-Gartenbau- und Landwirtschaftsausstellungen agra. Nach Umbaumaßnahmen 1986/87 wurde es die Ministerunterkunft für die Landwirtschaftsausstellung.
Nach der Wende war es kurzzeitig Hotel, und 1996 erwarb die Stadt Markkleeberg die Immobilie. Seitdem beherbergt es das Standesamt von Markkleeberg. Von 2005 bis 2014 nutzte die Musik- und Kunstschule „Ottmar Gerster“ des Landkreises Leipzig die oberen Etagen. 2015 erfolgten innere Umbauten, unter anderem mit dem Einbau eines Fahrstuhls, einer seitlichen Eingangsrampe für Rollstuhlfahrer und dem Umbau von Veranstaltungs- und Ausstellungsräumen im ersten Stock.

## Architektur

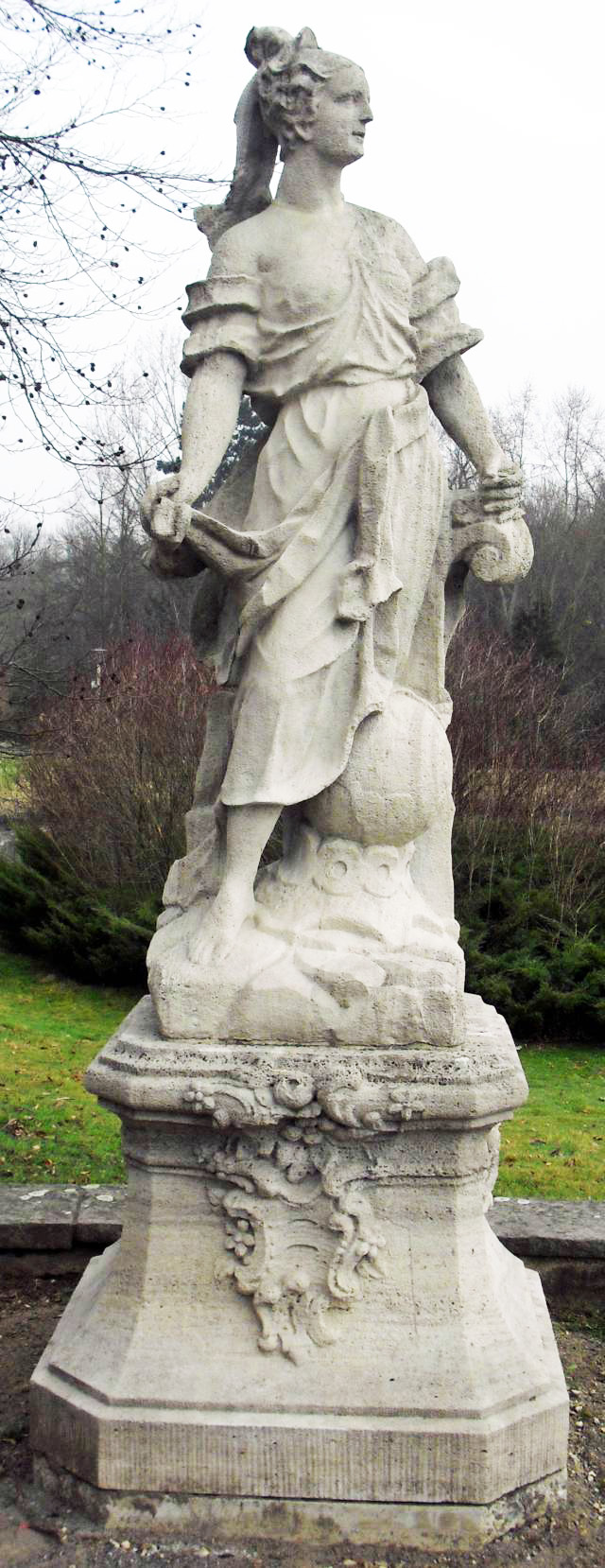
Skulptur Urania

Das Weiße Haus ist ein freistehender, blockartiger, dreigeschossiger Rechteckbau im Neorenaissancestil mit Abmessungen von etwa 20 × 30 Meter. Die in Weiß gehaltene Putzfassade ist im Erdgeschoss und an den Ecken in Rustika gestaltet. Das Haus besitzt auf den Schmalseiten drei Fensterachsen und auf den langen fünf, wobei die mittleren drei davon jeweils in einem risalitartigen Vorbau zusammengefasst sind. Die Vorbauten zeigen in den Obergeschossen je vier korinthische Säulen. Die Fenster des ersten Obergeschosses tragen Bedachungen. Das flache Walmdach wird von einer Balustrade eingefasst, die sich über dem stark auskragenden Hauptgesims erhebt.
Zur Parkseite schließt sich eine Terrasse von nahezu Gebäudebreite an. Von dieser führen sechs Stufen auf eine weitere halbrunde Terrassenfläche hinab. Diese wird von sechs dem Hause zugewandten Statuen auf Sockeln umstanden, die in Lebensgröße griechische Musen darstellen, denen im Laufe der Jahre allerdings einige ihrer Attribute abhandengekommen sind. Die Musen sind Euterpe, Urania, Polyhymnia, Erato, Melpomene und Thalia. Es sind Kopien der von Johann Wolfgang van der Auwera für den Schlosspark Veitshöchheim angefertigten Barockstatuen. Die Kopien hatte um 1890 der Bildhauer Fritz Walter Kunze für eine Herfurthsche Besitzung in Prödel geschaffen.

## Nutzung
Nach den Umbauten von 2015 hat neben dem Standesamt auch das Amt für Kultur und Tourismus seinen Sitz im zweiten Obergeschoss des Gebäudes.

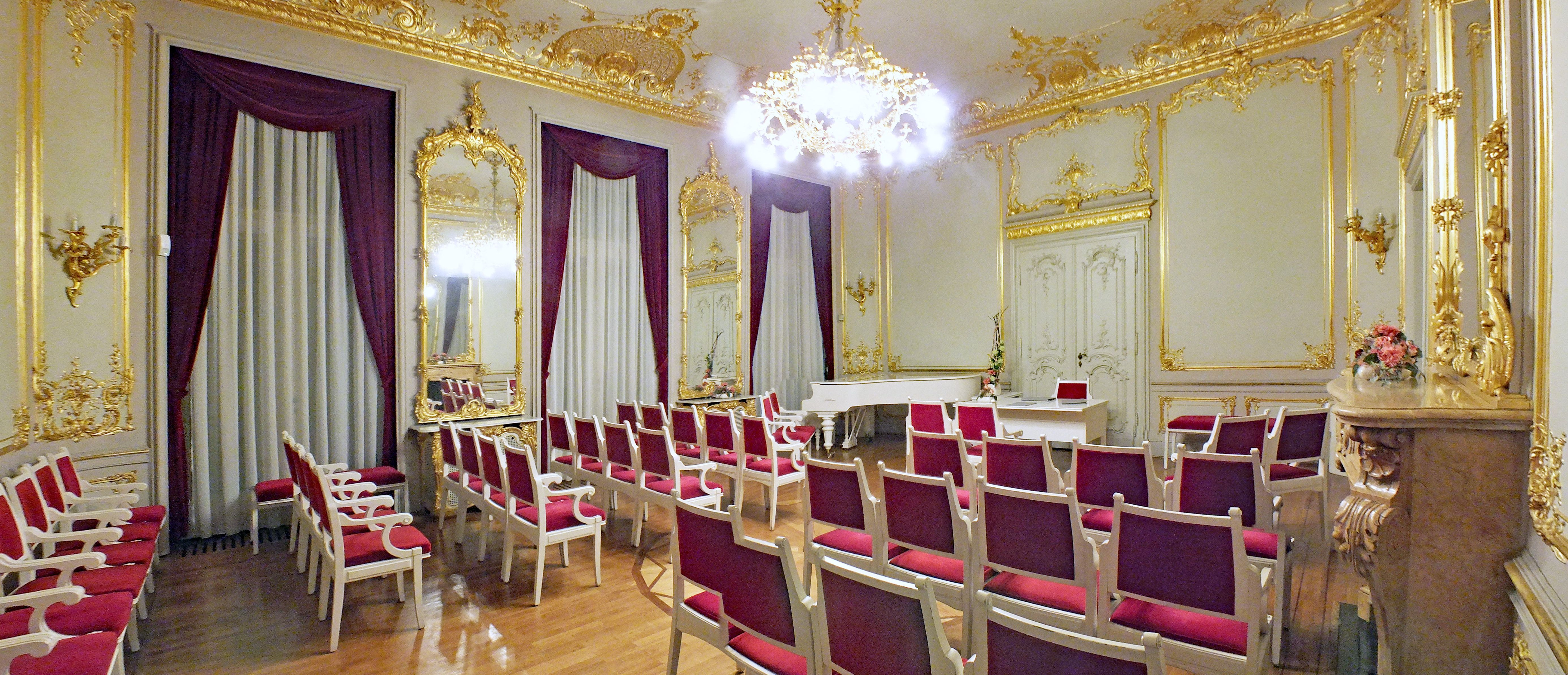
Spiegelsaal

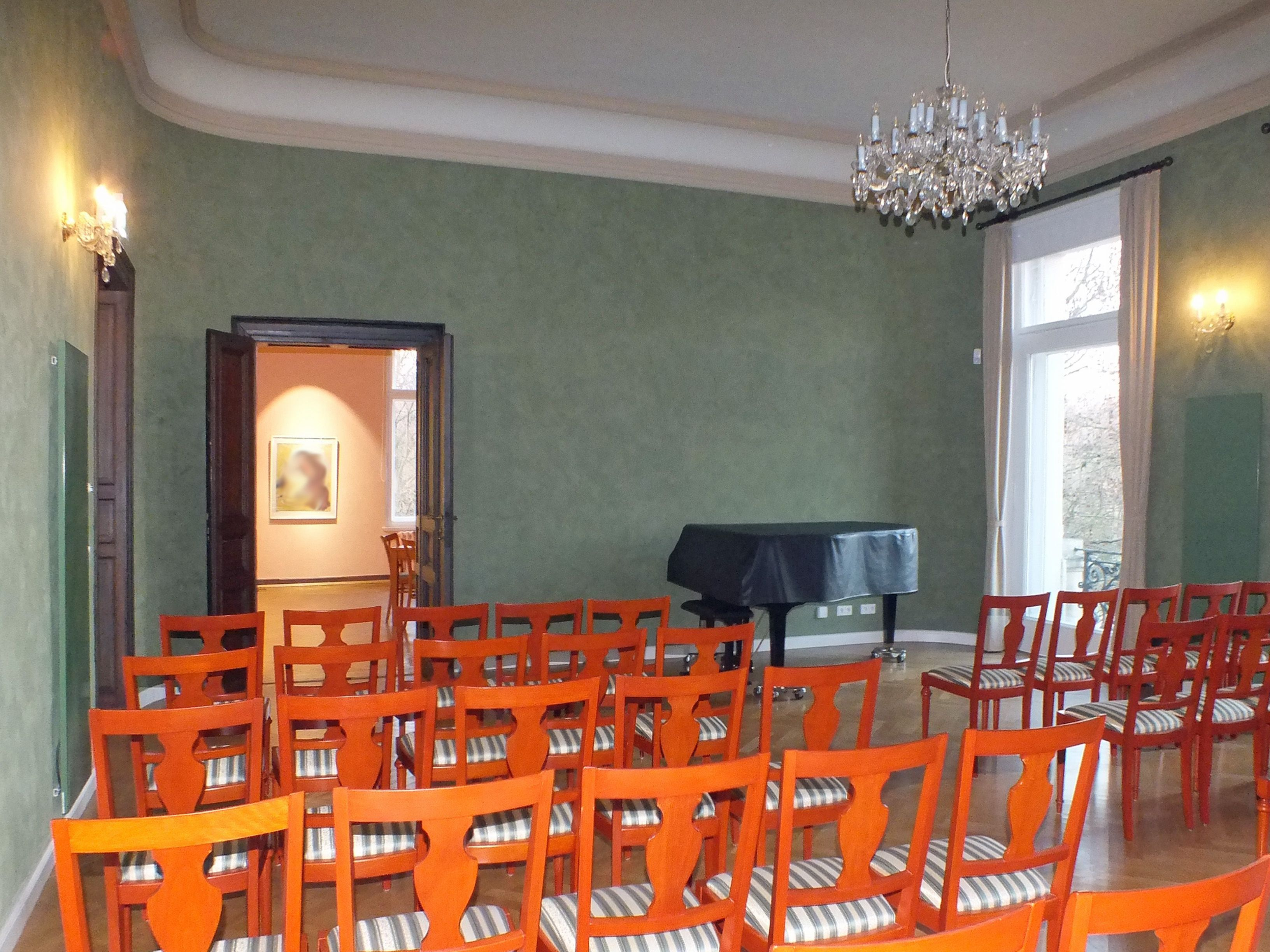
Parksalon

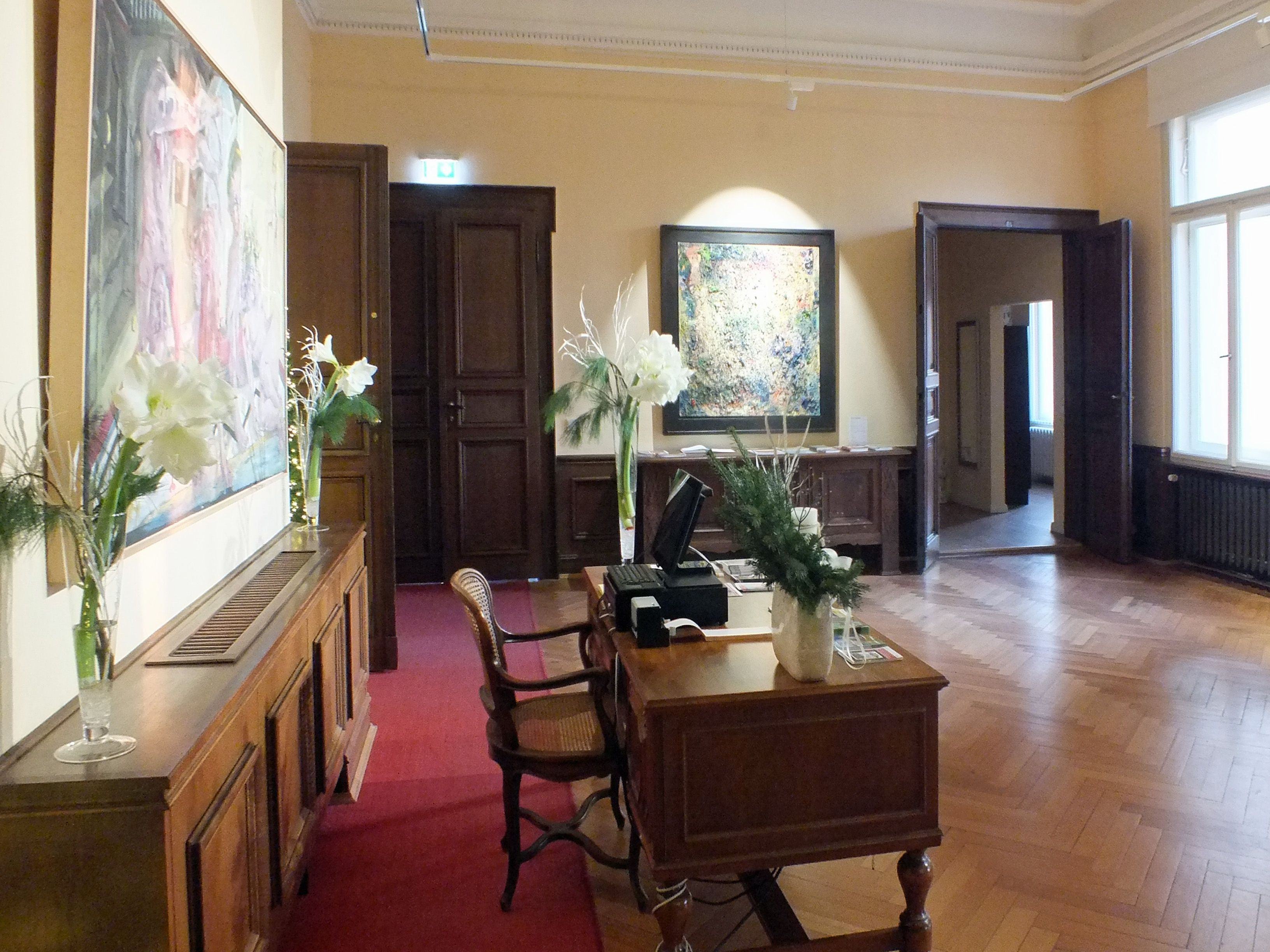
Foyer

Im ersten Obergeschoss befinden sich die Räume Foyer, Rosenzimmer, Buchenzimmer und Parksalon. In den Ersteren finden regelmäßig mit drei- bis viermaligem Wechsel pro Jahr Kunstausstellungen statt. Der Parksalon dient für wissenschaftliche Vorträge zur Geologie, Erd- und Kulturgeschichte sowie Konzerten mit Swing, Jazz und Blues. Der vergoldete Spiegelsaal im Erdgeschoss ist Konzerten mit klassischer Musik und festlichen Trauungen vorbehalten. Der angrenzende Festsaal kann für private Feiern gemietet werden.